# Mario Golf: Advance Tour
Mario Golf: Advance Tour, conocido en Japón como Mario Golf: GBA Tour (マリオゴルフ ＧＢＡツアー), es un videojuego de deportes y RPG desarrollado por Camelot Software Planning y publicado por Nintendo para Game Boy Advance. Se trata de la secuela del juego Mario Golf de Game Boy Color.

## Conectividad
Mario Golf: Advance Tour contiene nuevas características gracias a la interactividad con el juego Mario Golf: Toadstool Tour de Nintendo GameCube. Los jugadores pueden transferir personajes entre Advance Tour y Toadstool Tour conectando una Game Boy Advance con el cable GameCube - Game Boy Advance.

## Recepción
Desde su lanzamiento, Mario Golf: Advance Tour recibió críticas "favorables" según el sitio web de puntajes y reseñas Metacritic.
IGN elogió Advance Tour como "uno de los mejores juegos de golf" y otorgó el premio Editors Choice Award. GameSpy dijo que "aparte de las peculiaridades de los gráficos y la música, Mario Golf: Advance Tour " no tiene nada de malo. Game Informer concluyó que en Advance Tour "el golf de mano nunca había sido tan divertido".
Los elementos de rol también han sido elogiados, con 1UP que dice "el simple acto de subir de nivel es adictivo en sí mismo" y según EGM "todas las misiones extrañas, la construcción de personajes y la recolección de elementos simplemente funcionan".